# Wouldn't It Be Nice
„Wouldn't It Be Nice“ je píseň americké rockové skupiny The Beach Boys a úvodní skladba z jejich alba Pet Sounds z roku 1966. Autory jsou Brian Wilson, Tony Asher a Mike Love. Rovněž vyšla jako singl na 7" desce, na jejíž B-straně byla píseň „God Only Knows“ (v některých zemích byla píseň „God Only Knows“ použita na A-straně, zatímco „Wouldn't It Be Nice“ byla na straně B). Server Pitchfork Media píseň v roce 2006 zařadil na sedmou příčku v žebříčkou dvou set nejlepších písní šedesátých let. Coververze této písně nahráli například Alex Chilton, Jeffrey Osborne a Mike Post.

## Obsazení
Seznam zpracoval archivář kapely Craig Slowinski.
The Beach Boys
- Mike Love – hlavní vokál (bridge a outro), doprovodné vokály
- Al Jardine – doprovodné vokály
- Bruce Johnston – doprovodné vokály
- Brian Wilson – hlavní vokál, doprovodné vokály
- Carl Wilson – doprovodné vokály
- Dennis Wilson – doprovodné vokály

| Session hudebníci (známí jako "The Wrecking Crew") - Hal Blaine – bicí - Frank Capp – tympány, rolničky, zvonkohra - Roy Caton – trubka - Jerry Cole – 12strunná sólová kytara - Steve Douglas – tenor saxofon - Carl Fortina – akordeon | - Plas Johnson – tenor saxofon - Carol Kaye – basová kytara - Barney Kessel – 12strunná mando-kytara - Larry Knechtel – jangle piano - Al de Lory – klavír - Frank Marocco – akordeon | - Jay Migliori – barytonsaxofon - Bill Pitman – akustická rytmická kytara - Ray Pohlman – Danelectro 6strunná baskytara - Lyle Ritz – basová kytara |

Technický personál
- Larry Levine – inženýr (instrumentální session)
- Ralph Valentin – inženýr (vokální session)
- Don T. – pomocný inženýr (vokální session)

## Umístění
| Hitparáda (1966)                 | Umístění |
| -------------------------------- | -------- |
| Australia Go-Set National Top 40 | 2        |
| Canada RPM Top Singles           | 4        |
| New Zealand Singles Chart        | 12       |
| U. S. Billboard Hot 100          | 8        |
| U. S. Cash Box Top 100           | 7        |
| US Record World                  | 5        |